# Trogomorpha arrogans
Trogomorpha arrogans là một loài tò vò trong họ Ichneumonidae.